# Fredy Schnarwiler
Fredy Schnarwiler (ur. 18 września 1951 roku w Ballwil) – szwajcarski kierowca wyścigowy.

## Kariera
Schnarwiler rozpoczął międzynarodową karierę w wyścigach samochodowych w 1975 roku od startów w German Racing Championship, gdzie jednak nie zdobywał punktów. W późniejszych latach pojawiał się także w stawce Niemieckiej Formuły 3, Europejskiej Formuły 3, Grand Prix Monza oraz Europejskiej Formuły 2.
W Europejskiej Formule 2 Szwajcar startował w latach 1980-1982. Punktował jedynie w 1980 roku. Dorobek jednego punktu dał mu szesnaste miejsce w końcowej klasyfikacji kierowców.